# Akunk (Kotajk)
Akunk – wieś w Armenii, w prowincji Kotajk. W 2011 roku liczyła 1876 mieszkańców.